# 도선군
도선군(베트남어: Quận Đồ Sơn / 郡塗山)은 베트남 북부 홍강 삼각주 지방 하이퐁 시의 군이다. 하이퐁 도심에서 22km 떨어진 통킹만 연안의 휴양지이다. 이곳은 하이퐁에 자리잡은 프랑스인들에 의해 19세기에 여름 휴양지로 개발되었다.

## 행정 구역
도선군은 7개의 방(坊)으로 구성되어 있다.
- 방라 (Bàng La / 龐羅)
- 홉덕 (Hợp Đức / 合德)
- 민덕 (Minh Đức / 明德)
- 응옥하이 (Ngọc Hải / 玉海)
- 응옥쑤옌 (Ngọc Xuyên / 玉川)
- 반흐엉 (Vạn Hương / 萬香)
- 반선 (Vạn Sơn / 萬山)

## 관광

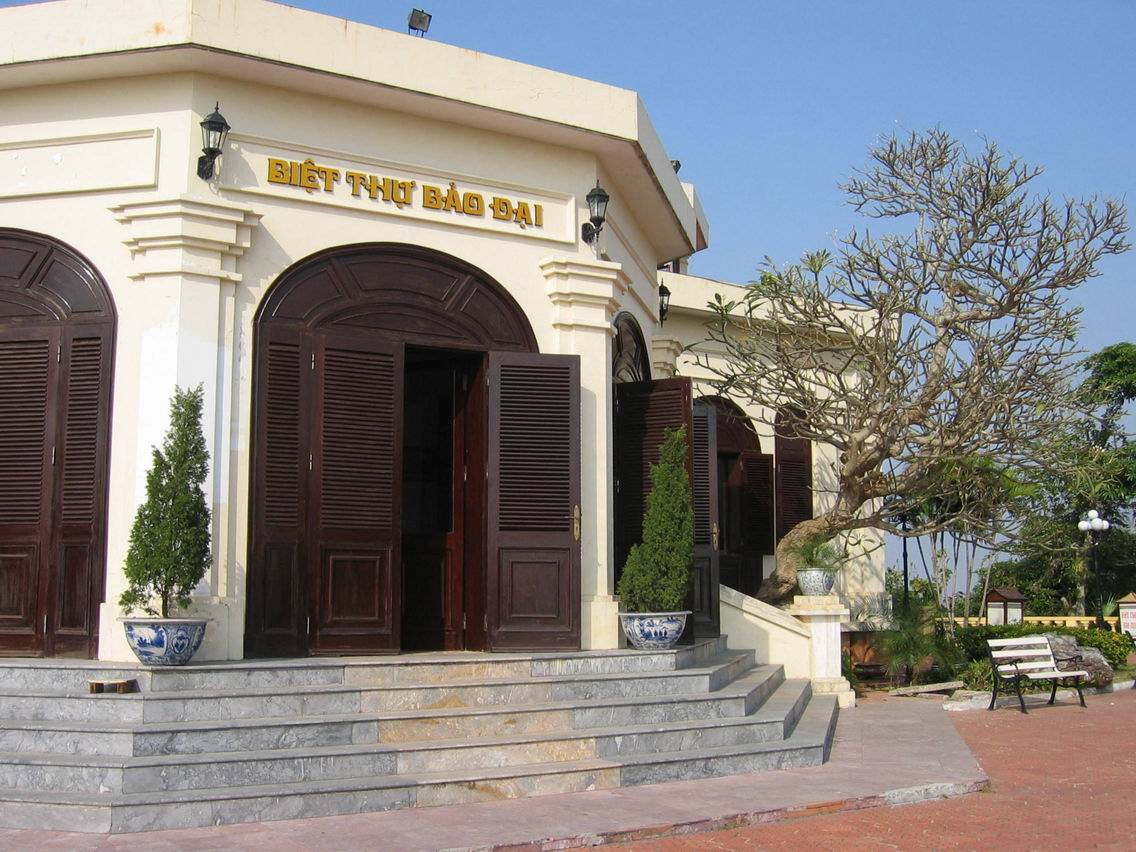
바오다이 황제의 별장

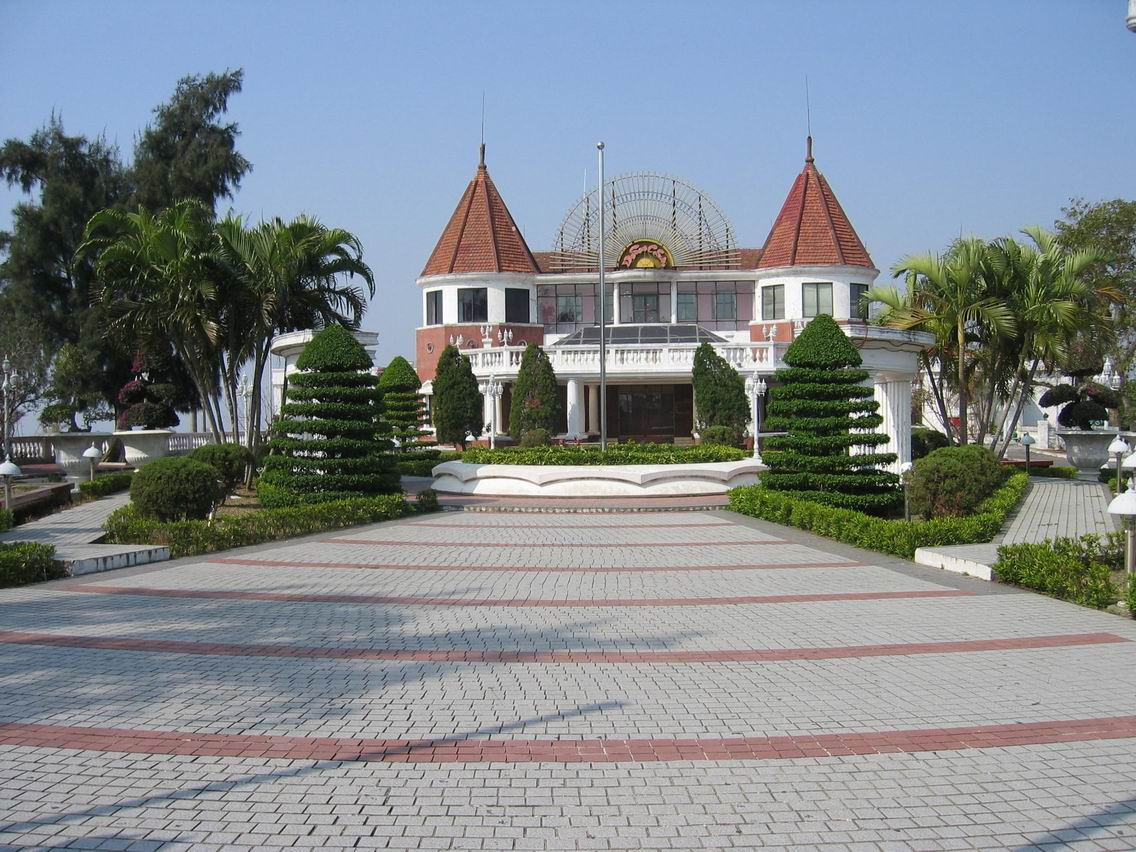
도선 카지노

관광청에 따르면, 도선에만 52개의 호텔과 230개의 레스토랑이 있다. 도선 카지노도 많은 국제 관광객들이 방문하는 곳 중 하나이다.

### 도선 해변
반도의 끝자락에 위치한 해변이다. 20세기 초부터 프랑스인들에게 알려져 세계적인 휴양지로 부상했다.

### 혼다우 섬
혼다우 섬에는 크고 작은 리조트들의 천국이다.
- 도선 카지노
- 비치 다우 리조트
- 혼다우 리조트
- 혼다우 리조트 도선
- 그린밸리

### 호아퐁 인공섬
도선 해변의 한 가운데 조성되어 있다. 5성급 호텔을 비롯하여 식당가, 인공수영장을 갖추고 있으며, 주변에 초호화유람선 선착장, 고급빌라 단지 등의 휴양시설이 있다.

### 도선 골프 클럽
2010년 오픈한 18홀 72파를 갖춘 골프리조트이다.

### 바오다이 별장
이 별장은 베트남 북부 응우옌 왕조의 유일한 별장으로 1928년 도선군 2구역 도이붕에 지어졌다. 1928년 인도차이나 총독인 파프퀴에르가 프랑스 양식의 건물로 지었다고 전한다. 1932년 프랑스에서 공부를 마치고 귀국 한 바오다이 황제는 이곳에 초대를 받았고 독특한 건축 양식과 아름다움을 좋아했으며 이는 인도차이나 파프퀴에르 총독에게 전해져서 그 이후로 이 건물은 바오다이 황제의 별장이 되었다. (달랏에도 바오다이 황제의 여름 별장이 남겨져 있다.)
그외 볼거리로는 아래와 같은 것들이 있다.
- 바데 사당